# 뾰족집박쥐
 뾰족집박쥐(Falsistrellus mordax)는 애기박쥐과에 속하는 박쥐의 일종이다. 인도네시아에서 발견되고, 필리핀에서도 서식하는 것으로 추정된다.

## 특징
작은 박쥐로 몸길이가 47~56mm이고 전완장이 40~42mm, 꼬리 길이가 37~42mm이다. 발 길이는 6~9mm, 귀 길이는 14~16mm이다. 등 쪽 털은 녹빛을 띠지만 배 쪽은 갈색빛의 검은색이다. 털 끝은 좀더 밝은 색을 띤다. 귀는 길고 좁으며 서로 잘 분리되어 있다.

## 생태
먹이는 곤충이다.

## 분포 및 서식지
자와섬의 토착종이다. 일차림에서 서식한다.